# Банун, Бадр
Бадр Банун (араб. بدر بانون‎; род. 30 сентября 1993, Касабланка, Касабланка) — марокканский футболист, защитник клуба «Катар СК» и национальной сборной Марокко.

## Клубная карьера
Воспитанник футбольной школы местного клуба «Раджа». В 2013 дебютировал на профессиональном уровне за столичную команду. Сезон 2014/15 провёл в «Ренессансе Беркане». В 2015 вернулся в «Раджу», где постепенно завоевал себе место в основном составе.
В ноябре 2020 года присоединился к египетскому клубу «Аль-Ахли».
В июле 2022 года подписал трёхлетний контракт с катарским клубом «Катар СК».

## Карьера за сборную
7 октября 2017 дебютировал в составе национальной сборной Марокко, выйдя на замену вместо Меди Бенатьи в матче отбора к чемпионату мира 2018 года против сборной Габона.
До этого успел провести несколько матчей за так называемую «внутреннюю» сборную команду из игроков чемпионата Марокко, в квалификации к чемпионату африканских наций. Впоследствии был участником этого турнира, который проходил в январе-феврале 2018 года в Марокко и где хозяева турнира стали победителями.

### Голы за сборную
| №  | Дата            | Место                            | Соперник  | Счёт | Результат | Турнир                    |
| -- | --------------- | -------------------------------- | --------- | ---- | --------- | ------------------------- |
| 1. | 13 августа 2017 | Александрия, Александрия, Египет | Египет    | 1-1  | 1-1       | Квалификация на ЧАН 2018  |
| 2. | 19 октября 2019 | Стад Муниципаль, Беркан, Марокко | Алжир     | 1-0  | 3-0       | Квалификация на ЧАН 2020  |
| 3. | 1 декабря 2021  | Эль-Джануб, Эль-Вакра, Катар     | Палестина | 4-0  | 4-0       | Кубок арабских наций 2021 |
| 4. | 4 декабря 2021  | Ахмед бин Али, Эр-Райян, Катар   | Иордания  | 2-0  | 4-0       | Кубок арабских наций 2021 |
| 5. | 11 декабря 2021 | Эль-Тумама, Доха, Катар          | Алжир     | 2-2  | 2-2       | Кубок арабских наций 2021 |

## Достижения

### Командные
«Раджа»
- Чемпион Марокко: 2012/13, 2019/20
- Обладатель Кубка Мароккоː 2017
- Обладатель Кубка Конфедерации КАФː 2018

«Аль-Ахли»
- Обладатель Кубка Египтаː 2019/20
- Победитель Лиги Чемпионов КАФ: 2021
- Обладатель Суперкубка КАФ: 2021 (май), 2021 (декабрь)

Сборная Марокко
- Чемпион африканских нацийː 2018

### Награды
- Офицер Ордена Трона (2022)[5]